# Dascyllus carneus
Dascyllus carneus · Dascyllus indien, Demoiselle obscure
Espèce
 Dascyllus carneus, communément nommé Dascyllus indien ou Demoiselle obscure, est une espèce de poissons marins de la famille des Pomacentridae.

## Description et caractéristiques
C'est une petite demoiselle à la silhouette arrondie et au corps fortement comprimé latéralement, parée d'une robe à dominante beige, large barre verticale noire derrière la tête ; les nageoires sont noires. 
Sa taille maximale est de 7 cm.

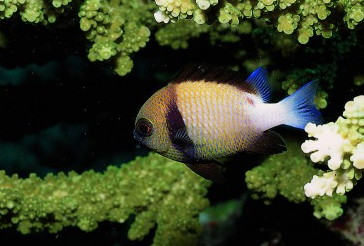
En Thaïlande
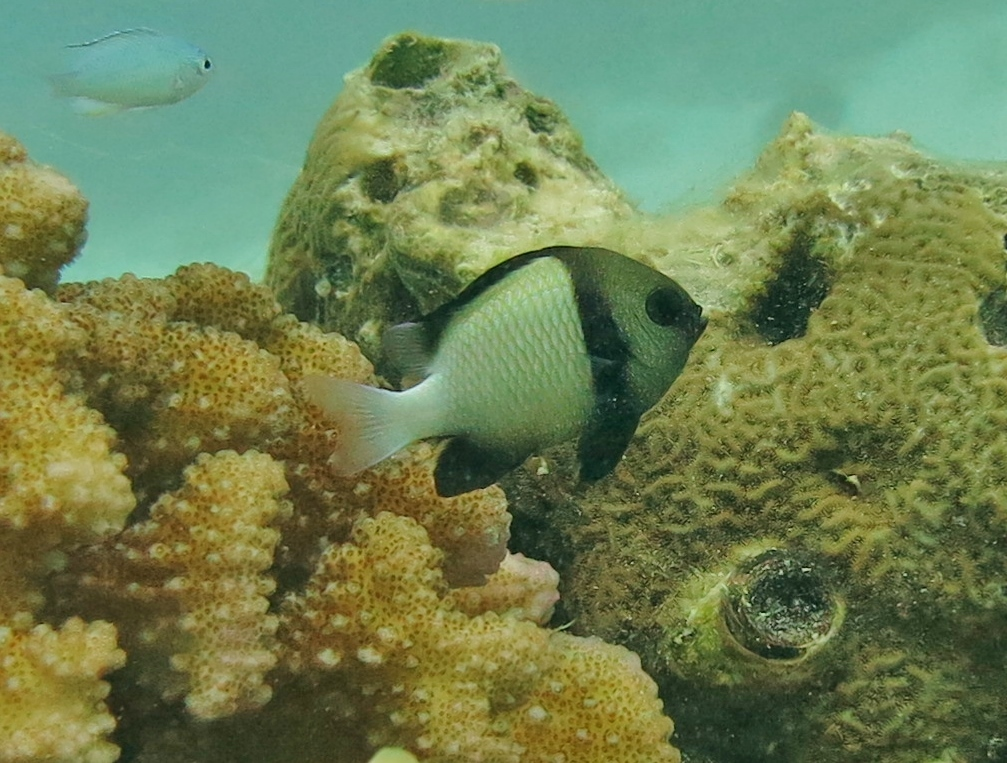
Aux Maldives
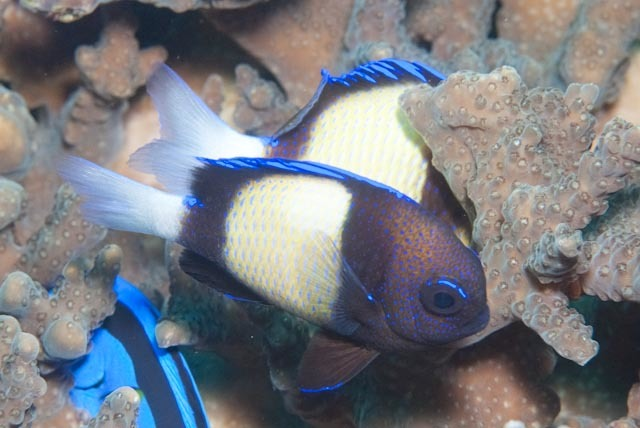
En Afrique du Sud
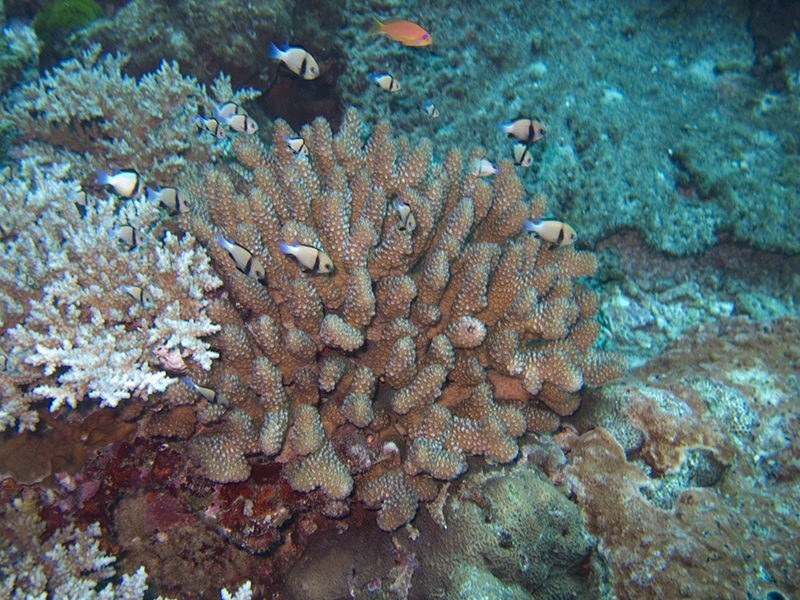
Dans leur corail Pocillopora

## Habitat et répartition
La Demoiselle obscure est présente dans les eaux tropicales de l'Océan Indien, soit des côtes orientales de l'Afrique à la Mer de Java.
Dans l'océan Pacifique, elle est remplacée par la très ressemblante Dascyllus reticulatus. 